# Уфимские овраги
Уфимские овраги — овраги в городе Уфе, ставшие неотъемлемой и уникальной частью городского ландшафта, которые внутри Уфимского полуострова засыпаются и застраиваются, в том числе строительным мусором.

## Геоморфология
Заложение овражной сети Уфимского полуострова происходило унаследовано, по системе тектонического дробления коренного массива, что вызвало развитие оползневых процессов по склонам оврагов во внутренних частях полуострова, и структур отрыва по его периметру — вдоль бортов рек Белой и Уфы.

## История
Во второй половине XVII века по Ногайскому оврагу проходила западная граница Уфы.
Здание заброшенной Вахмянинской бани находится на краю оврага на углу улиц Чернышевского и Пархоменко, засыпанного в 1980-е годы.

## Описание

### Глумилинский
По дну оврага протекает ручей. В овраге школьниками найдены зубы мамонта и правый рог ископаемого гигантский бизон.

### Дудкинский
Овраг, глубиной 100 метров и диаметром 500 метров, находится к югу от Лысой горы, на дне которого находится провал, имевший в 1980–1990-е годы диаметр около 15 м.

### Ломовой
Находится около Сенной площади, в юго-западной части Сенной улицы, рядом со спуском к Нижегородке. По оврагу протекает Ломовой ручей и проходит Ломовой переулок.

### Ногайский
По оврагу протекает река Ногайка, ныне — частично засыпан в районе набережной реки Белой на Оренбургской переправе. Через овраг был построен Ногайский мост

### Сутолоцкий
По оврагу протекает река Сутолока, ныне частично занят проспектом Салавата Юлаева.

### Троицкий
Возле Ногайского оврага и Троицкого холма. В нём находился Уфимский завод горного оборудования, позднее — завод «Горнас».

### Труниловский
Овраг, разделяющий Труниловскую и Архиерейскую слободы. Известен тем, что в предреволюционные годы здесь любили собираться на этюды уфимские художники во главе с Д. Бурлюком.

### Ущелье
Ныне — одноимённая улица Ущелье.

### Черкалихин
Также — Черкалихинский овраг. Расположен в Черкалихиной слободе, между зданиями Конгресс-холла «Тора-Тау» Физико-техническим институтом Башкирского государственного университета и площадью Салавата Юлаева.

### Шувалин
Разделяет Сергиевскую и Усольскую горы. Проходит по началу чётной стороны улицы Менделеева. По оврагу протекает пересыхающий Шувалин ручей.